# Haplophyllum griffithianum
Haplophyllum griffithianum är en vinruteväxtart som beskrevs av Pierre Edmond Boissier. Haplophyllum griffithianum ingår i släktet Haplophyllum och familjen vinruteväxter. Inga underarter finns listade i Catalogue of Life.